# 小原元
小原 元（おはら げん、1919年（大正8年）2月1日 - 1975年（昭和50年）4月30日）は、日本の文芸評論家、国文学者。元法政大学教授。

## 略歴・人物
1919年（大正8年）2月1日、朝鮮に生まれる。法政大学を卒業する。
戦後一時期は新日本文学会の事務局に勤めていた。その後、リアリズム研究会の結成に参画する。
1962年（昭和37年）に法政大学教授に就任する。小林多喜二、中野重治、宮本百合子らのプロレタリア文学の研究を中心に、森鷗外や樋口一葉らの明治期の文学も研究する。
1975年（昭和50年）4月30日に死去、56歳。

## 著書など

### 単著
- 『批評の情熱』（雄山閣、1948）
- 『日本の近代小説―その読み方と味わい方』（新興書房、1967）
- 『リアリズム文学への道-小原元文学論集』（未来社、1977）

### 分担執筆
- 「好色一代女」 『古典発掘』（真善美社、1947）
- 「小林秀雄氏へ」 『公開状 : 若き世代の立場から』（真善美社、1947）
- 「小林多喜二論」 『プロレタリア文学再検討』 （雄山閣、1948）
- 「プロレタリア文学運動」 『昭和文学十二講』（改造社、1950）
- 「初期作品に於けるヒューマニズム」 『宮本百合子研究』（春潮社、1952）
- 「初期改作過程に示唆されるもの」 『年刊多喜二・百合子研究』 （河出書房、1954）
- 「江戸文藝と女性」 『日本の女性文化』（クレス出版、2008）

### 編集
- 『樋口一葉集―校註』（三笠書房、1954）
- 『青春群像』（真善美社、1948）